# Aubrey de Vere, 2. Earl of Oxford

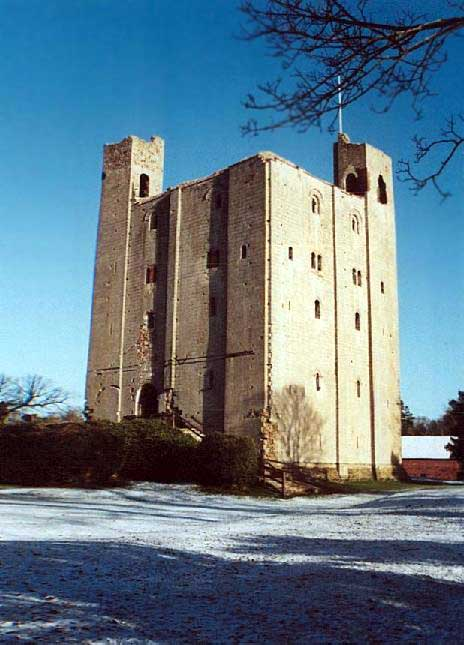
Hedingham Castle

Aubrey de Vere, 2. Earl of Oxford (* um 1163; † Oktober 1214) war ein englischer Magnat.

## Leben
Aubrey de Vere war der älteste Sohn seines gleichnamigen Vaters Aubrey de Vere, 1. Earl of Oxford und von dessen dritten Frau Agnes of Essex. Nach dem Tod seines Vaters 1194 erbte er die Besitzungen der Familie de Vere mit Hedingham Castle in Ostengland, den Titel Earl of Oxford und das erbliche Amt des Court Chamberlain. Während der Regierung von König Johann Ohneland gehörte er zu dessen engsten Freunden und Vertrauten und wurde von dem Chronisten Roger von Wendover zu den schlechten Ratgebern des Königs gezählt.
Aubrey war zweimal verheiratet. In erster Ehe heiratete er Isabel de Bolebec († 1206 oder 1207), die Tochter und Erbin von Walter de Bolebec aus Whitchurch in Buckinghamshire. Nach ihrem Tod heiratete er in zweiter Ehe Alice Bigod, eine Tochter von Roger Bigod, 2. Earl of Norfolk. Beide Ehen blieben kinderlos, weshalb nach seinem Tod sein jüngerer Bruder Robert sein Erbe wurde.